# Tempus (tidning)
Tempus var en svensk tidning som gavs ut från Malmö under perioden 6 oktober 1980 till 12 februari 2021. Fullständiga titeln var Den nya tidningen / Tempus. Sedan Det svenska nyhetsmagasinet / Tempus åren 1987 till 1993. Denna titel ersattes av Världens nyheter /Tempus till 2001, då den slutliga titeln blev enbart Tempus. 

## Redaktion
Redaktionsort  för tidningen har hela tiden varit Malmö. Politisk tendens för tidningen var obunden nyhetstidning som ägdes och styrdes av enskilda journalister. Tidningen började som endagarstidning på torsdagar men i oktober 1983 började den komma ut fyra dagar i veckan, tisdag till fredag. 1984 till 1986 var tidningen femdagarstidning men ekonomiska problem gjorde att den kom ut oregelbundet 1986–1987. Sedan blev den åter en veckotidning med torsdag eller fredag som utgivningsdag till nedläggningen.
| Period                 | Ansvarig utgivare      | Period                 | Redaktör                         |
| 1980-10-06--1994-01-04 | Sundberg, Jens         | 1980-10-06--1994-01-04 | Sundberg, Jens avled 1994-01-04  |
| 1994-01-20--1994-09-22 | Leeb-Lundberg, Karsten | 1994-01-20--1994-09-22 | Leeb-Lundberg, Karsten           |
| 1994-09-22--1998-03-12 | Kjellberg, Katarina    | 1994-09-22--1998-03-12 | Kjellberg, Katarina              |
| 1998-03-13--2002-05-30 | Barnekow, Katarina     | 1998-03-13--2012-06-28 | Barnekow, Katarina               |
| 2002-06-06--2016-05-13 | Rytterborg, Ulf        | 2012-06-29--2013-11-15 | Olsson, Jimmy                    |
| 2016-05-20--2021-02-12 | Axelson, Håkan         | 2013-11-22--2016-05-13 | Rytterborg, Ulf avled 2016-05-08 |
|                        |                        | 2016-05-20--2021-02-12 | Axelson, Håkan                   |

Från 1980 till 1990 har tidningen för utlandsbevakningen samarbetsavtal med tidningar och nyhetsbyråer som The Guardian, The Economist, Financial Times, Le Monde, Asahi Shimbun, Los Angeles Times, Newsday, New York Times, Washington Post och Neue Zürcher Zeitung, TT med flera. Under åren 1980 till 1984 hade Tempus ekonomiska problem. Det påverkade därför utgivningsfrekvensen, sidantalet, och satsytan tryckmöjligheter med mera. Tidningen är helt fri i förhållande till organisationer och partier. Tempus behandlade utrikes och inrikes politik, kultur, debatt, ekonomi och samhällsfrågor. Periodisk bilaga var under 1983 till 29 augusti 1986 The New York Times Weekly Review på tisdagar med korta uppehåll. Bilaga var på engelska ur New York Times Weekly Review. Materialet i denna bilaga var inte av typen dagsnyheter. Sedan gjorde tidningen egna bilagor Tempus Nyhetsmagasin och Tempus Veckosammanfattning med analyser, bakgrunder och kommentarer. Dessa två bilagor kom ut 1983-1984. De ersattes sedan av Tempus Magasine på tisdagar.

## Tryckning
Förlaget hette från 5 januari 1995 till 30 april 2015 Tempus Press aktiebolag i Malmö. Från 8 maj 2015 hette förlaget Tricordia AB i Malmö till nedläggningen.
Tidningen trycktes bara i svart till 1981 sedan med svart + 1 färg 1982. 1983 svart + 1-3 färger i rubriker men inte som fyrfärgstryck men med olika färger. Inte förrän 1995 börjar tidningen tryckas i fyrfärg. Innan var bara vissa bilder på omslaget och i bilagor i färg.
| Period                 | Tryckeri                            | Ort          |
| 1980-10-06--1983-09-29 | Kristianstadsbladets Tryckeri       | Kristianstad |
| 1983-10-04--1984-07-13 | Sydsvenska Dagbladets Tryckeri AB   | Malmö        |
| 1984-07-17--1984-07-18 | Team offset                         | Malmö        |
| 1984-07-19--1995-03-30 | JMS Reklamgården                    | Vellinge     |
| 1995-04-06--1997-09-11 | Tryckservice i Ängelholm aktiebolag | Ängelholm    |
| 1997-09-18--2021-02-12 | Norra Skåne Offset                  | Hässleholm   |

Satsytan var först tabloid, sedan till 1987 större dagstidningsformat men blev 1987 mindre som oktavformat till 1995. Efter korta avbrott fortsatte detta oktavformat till tidningens upphörande. Sidantal var 1980 till 1982 12 till 16 sidor och fram till slutet av 1986 hade tidningen som mest 40 sidor. 1987 ändras till det mindre formatet och antalet sidor var som mest 36. Under perioden 1991 till 2007 (utom 1994) hade tidningen 28 sidor. Det blev sedan 32 sidor till tidningens upphörande. Priset för prenumeration var 1980 160 kronor för endagarstidningen och det ökar på tio år till 635 kronor 1990. 2000 kostade tidningen 835 kronor. 2010 var priset 1100 kronor och  sista året 1235 kronor. Upplagan för tidningen var 2240 exemplar år 1981 och växte 1985 till 11 900 men sjönk sedan och nådde 1990 cirka 3400. Minskningen fortsatte och upplagan var runt 2000 under resten av utgivningstiden. Tidningen saknade i princip annonser.

## Nedläggningen
Mediestödsnämnden begärde återbetalning av presstödet. Granskning hade kommit fram till att moderbolaget köpt prenumerationer och att dessa redovisats som individuella prenumerationer för att komma över 1500 prenumerationer som behövs för att få presstöd. Tidningen lades ner efter återkrav på 2 miljoner kronor.